# Distretto di Atarib
Distretto di Atarib (in arabo الأتارب‎? è un distretto Siriano ad ovest di Aleppo e fa parte del Governatorato di Aleppo e confina con il Governatorato di Idlib. 
Al censimento del 2004 aveva una popolazione di 76.962.
Il suo centro amministrativo è la città di Atarib.

## Sub-Distretti
Il Distretto di Afrin è suddiviso in 3 sub-distretti o Nāḥiyas (popolazione in base al 2004 censimento ufficiale):
- Atarib nahiyah (ناحية الأتارب),
- Ibbin Samaan nahiyah (ناحية أبين سمعان),
- Urum al-Kubra nahiyah (ناحية أورم الكبرى),